# Jain (cantante)
Jain, pseudonimo di Jeanne Louise Galice (Tolosa, 7 febbraio 1992), è una cantautrice francese.

## Biografia
Nata a Tolosa da padre francese e madre di origine malgascia, durante la propria giovinezza si è dovuta trasferire più volte a causa del lavoro del padre, impiegato in una compagnia petrolifera. Lasciata Pau, dai 9 ai 12 anni ha vissuto a Dubai, per poi trasferirsi per 4 anni in Congo, dove ha vissuto tra Pointe-Noire e Brazzaville, e per un altro anno ad Abu Dhabi, per poi tornare definitivamente in Francia stabilendosi a Parigi appena maggiorenne.
Intorno al 2013 ha iniziato a collaborare con il noto cantautore francese Yodelice, che l'ha scoperta ascoltando le sue tracce demo pubblicate su MySpace. Lo stesso ha prodotto il singolo di lancio Come, messo in commercio nel maggio 2015. Come ha avuto un grande impatto commerciale in Francia e successivamente anche in Polonia, dove è divenuto famoso quale jingle dell'emittente televisiva Polsat. Ha riscontrato successo, seppur in maniera più moderata, anche in Italia, Vallonia e molti altri Paesi d'Europa.
Nel novembre dello stesso anno è uscito in patria anche l'album in studio d'esordio Zanaka, il cui titolo in lingua malgascia significa «bimbo». Particolarmente acclamato dalla critica specializzata francese ed internazionale e dal pubblico, il progetto, successivamente pubblicato anche in Italia,  è stato premiato con la certificazione di triplo disco di platino in Francia dalla Syndicat national de l'édition phonographique per aver superato la soglia delle 300 000 copie vendute nel Paese. Grazie ad esso, ha ottenuto una candidatura ai prestigiosi Victoires de la musique nella categoria di album rivelazione.
È stata ospite durante la puntata finale del programma The Voice of Italy tenutasi il 23 maggio 2016, dove ha cantato dal vivo il brano Come e ritirato la certificazione di disco d'oro per quest'ultimo. Il 25 novembre dello stesso anno è stata piazzata sul mercato una riedizione di Zanaka, contenente tre nuove canzoni (City, Son of Sun e Dynabeat), due remix di Come e uno di Makeba.
La costante fama acquisita durante il corso dell'anno l'ha portata alla vittoria di ben due Victoires de la musique nel 2017 nelle sezioni artista femminile dell'anno e videoclip dell'anno per il singolo Makeba.
Il suo secondo album Souldier, anticipato dal singolo Alright, è uscito il 24 agosto 2018. Nel 2019 è interprete di Gloria, inno usato dalla nazionale di calcio femminile della Francia per il campionato mondiale femminile di calcio 2019. 
Il singolo Makeba ha conosciuto una nuova popolarità nel 2023, dopo essere diventato virale sulla piattaforma sociale TikTok e altre piattaforme social.

## Discografia

### Album in studio
- 2015 – Zanaka
- 2018 – Souldier
- 2023 – The Fool

### EP
- 2015 – Hope

### Singoli
- 2015 – Come
- 2015 – Makeba
- 2016 – Dynabeat
- 2018 – Alright
- 2018 – Oh Man
- 2019 – Gloria
- 2023 – The Fool
- 2023 – Take a Chance
- 2024 – Nobody Knows
- 2025 – Tout le monde est fou[20]

### Singoli promozionali
- 2015 – Heads Up
- 2015 – Hob
- 2016 – Mr Johnson
- 2018 – Star
- 2018 – Souldier

## Riconoscimenti
- European Border Breakers Awards
  - 2017 – Miglior artista francese[21]

- Grammy Award
  - 2017 – Candidatura al miglior videoclip per Makeba[22]

- MTV Europe Music Awards
  - 2016 – Candidatura alla Miglior artista francese[23]

- NRJ Music Award
  - 2016 – Candidatura all'Artista francofona esordiente dell'anno
  - 2016 – Candidatura alla Canzone francofona dell'anno per Come
  - 2016 – Candidatura al Video musicale dell'anno per Come[24]
  - 2017 – Candidatura all'Artista francofona femminile dell'anno[24]
  - 2018 – Artista francofona femminile dell'anno[24]

- Victoires de la musique
  - 2016 – Candidatura all'Album rivelazione dell'anno per Zanaka[25]
  - 2017 – Artista femminile dell'anno
  - 2017 – Video musicale dell'anno per Makeba
  - 2017 – Candidatura allo Show musicale, tour o concerto dell'anno per Zanaka Tour[26]
  - 2024 – Candidatura all'album dell'anno e artista femminile dell'anno per The Fool[27].